# Rex Beach
Rex Ellingwood Beach (Atwood, Michigan, 1 de setembre de 1877 – 7 de desembre de 1949) va ser un novel·lista, dramaturg i waterpolista estatunidenc.
Va iniciar estudis de dret a Chicago a finals del segle xix, que abandonà per marxar a Alaska, atret per la febre de l'or de Klondike.
El 1904 va formar part de l'equip estatunidenc que guanyà la medalla de plata de la competició de  waterpolo dels Jocs Olímpics de Saint Louis.
El 1905, influenciat per l'obra de Jack London, va començar a escriure novel·les d'aventures ambientades al gran Nord. Una de les seves novel·les, Els Spoilers, publicada el 1906, es basa en la història real d'un grup de membres del govern dels Estats Units que vol apropiar-se de les mines d'or. Va ser adaptada al cinema cinc vegades entre 1914 i 1955.
Algunes novel·les posteriors de Beach pertanyen a la novel·la d'aventures, i d'altres al western. Alguns dels seus contes han estat adaptats al teatre.
El 1949, dos anys després de la mort de la seva esposa Edith, se suïcidà d'un tret a la seva casa de Sebring, Florida.

## Obres
- Pardners (1905)
- The Spoilers (1906)
- The Barrier (1908)
- The Silver Horde (1909)
- Going Some (1910)
- The Ne'er-Do-Well (1911)
- The Net (1912)
- The Iron Trail (1913)
- The Auction Block (1914)
- Heart of the Sunset (1915)
- Rainbow's End (1916)
- Laughing Bill Hyde (1917)
- The Winds of Chance (1918)
- Oh, Shoot (1921)
- Flowing Gold (1922)
- Big Brother (1923)
- The World in His Arms (1946)

## Pel·lícules basades en les seves novel·les
- The Spoilers (1914)
- The Auction Block (1917)
- The Iron Trail[4] (1921)
- Fair Lady (1922)
- The Spoilers (1923)
- The Ne'er-Do-Well (1923)
- Winds of Chance (1925)
- The Auction Block (1926)
- The Barrier (1926) also 1913 and 1917
- The Spoilers (1930)
- The Silver Horde (1930)
- Flowing Gold (1940)
- The Spoilers (1942)
- The Avengers (1950)
- The World in His Arms (1952)
- The Spoilers (1955)